# Dnjepr-Oekraïne

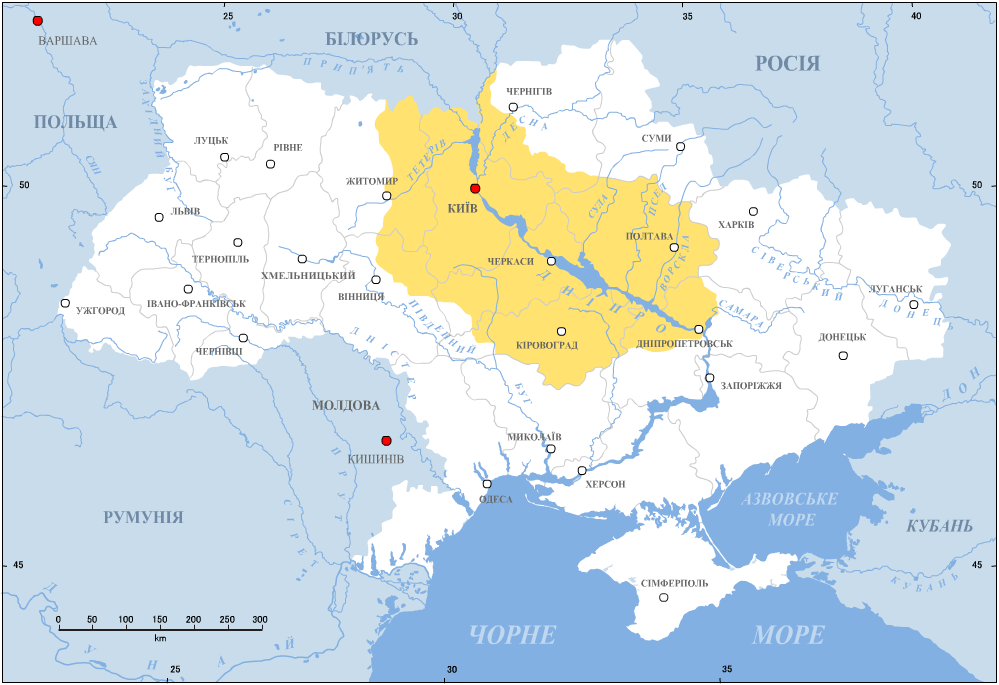
Dnjepr-Oekraïne in de 17e-18e eeuw

Dnjepr-Oekraïne (Oekraïens: Наддніпрянщина; Naddniprjansjtsjyna) omvatte het deel van het huidige Oekraïne binnen het Russische Rijk (Klein-Rusland), grofweg gelijk aan het huidige centrale gebied van Oekraïne. 
De huidige gebieden die er niet toe behoorden waren onder andere Oost-Oekraïne en de Krim, die in 1954 onderdeel werd gemaakt van de Oekraïense SSR, en Galicië dat als deel van Galicië en Lodomerië een provincie vormde van het Keizerrijk Oostenrijk, net als het noordelijke deel van Boekovina en Transkarpatie. Transkarpatie maakte onderdeel uit van het Koninkrijk Hongarije.